# Julián Javier Delmás Germán
 Julián Javier Delmás Germán  (Zaragoza, 20 april 1995) is een Spaanse voetballer, die doorgaans speelt als verdediger.

## Loopbaan
De vader van Julián, Francisco Javier Delmás, was ook een voetballer die een product was van de jeugdschool van Real Zaragoza. Maar in tegenstelling tot zijn zoon, zou hij nooit voor de eerste ploeg spelen. Hij zou zijn loopbaan uitbouwen bij CD Teruel, CD Lugo en Andorra CF.
Delmás is een product van de jeugdschool van Real Zaragoza. Zijn eerste contract tekende hij in 2014 bij het filiaal, maar hij werd onmiddellijk voor het seizoen 2014-2015 uitgeleend aan Villanueva CF, een ploeg uit de Tercera División.  Hij zou er basisspeler worden van een ploeg die op de zestiende plaatst eindigde.  Op het einde van het seizoen keerde hij terug en kreeg vanaf 2015-2016 speelde hij twee seizoenen bij het filiaal.  Als basisspeler speelde hij kampioen in de Tercera División en het tweede seizoen dwong de ploeg de promotie af.
Vanaf seizoen 2017-2018 werd hij opgenomen bij de A-kern.  Zijn debuut in de Segunda División A maakte hij op 18 augustus 2017 tijdens de 0-1 verloren uitwedstrijd tegen CD Tenerife.  Hij zou er in totaal drie seizoenen spelen.  Het seizoen 2017-2018 startte hij als basisspeler, maar kwam op het einde van het seizoen op de bank terecht.  Hij speelde 25 wedstrijden en scoordde 1 doelpunt.  De ploeg zou op een derde plaats eindigen en zich zo voor de eindronde plaatsen.  De ploeg werd echter in de eerste ronde door CD Numancia uitgeschakeld. Tijdens het seizoen 2018-2019 startte hij op de bank en heroverde tijdens het tweede gedeelte van de competitie zijn basisplaats.  Hij zou 24 wedstrijden spelen en scoorde 1 doelpunt.  De ploeg eindigde op een teleurstellende vijftiende plaats.  Begin seizoen 2019-2020 verlengde hij zijn contract tot 2023. Hij startte als basisspeler tot op het ogenblik dat hij zich blesseerde en niet meer kon terugkomen. Hij speelde 24 wedstrijden zonder te scoren. Met een derde plaats als eindresultaat kwalificeerde de ploeg zich voor de eindronde.  Maar deze keer bleek Elche CF tijdens de eerste ronde te sterk zijn.  Ondanks het feit dat hij nog een driejarig contract had, werd op 30 augustus 2020 het contract ontbonden.  Alejandro Francés, de speler van het filiaal die hem tijdens zijn blessure vervangen had, kreeg de voorkeur.  Zo kon de ploeg zich ontdoen van een van zijn duurdere spelers, aangezien de ploeg geld moest besparen.
Op dezelfde dag tekende de speler vanaf seizoen 2020-2021 een driejarig contract bij reeksgenoot en nieuwkomer FC Cartagena. Hij zou zijn debuut bij de havenploeg als basisspeler vieren tijdens de eerste wedstrijd, een 0-0 gelijkspel op verplaatsing bij Real Oviedo.  Hij zou het hele seizoen pendelen tussen basisspeler, vervanger en bankzitter.  Vanaf de achtendertigste wedstrijd zou hij heel waardevol worden voor de ploeg met een doelpunt tijdens de negenendertigste wedstrijd tegen en bij kampioen Espanyol als bekroning.  Tijdens het tweede seizoen 2021-2022 groeide hij verder uit tot een basisspeler en tijdens de zestiende speeldag zou hij aan zijn honderdste wedstrijd komen op het niveau van de Segunda A.  Door de komst van Iván Calero Ruiz, zat hij bij het begin van zijn derde seizoen op de bank met de helft van de wedstrijden een invalbeurt en moest hij tot de negende wedstrijd wachtten op een basisplek.  Hij verving de door vijf gele kaarten geschorste Toni Datković.  Dit verbeterde niet, totdat hij tijdens de laatste wedstrijd van de heenronde, weer een kans kreeg door de afwezigheid van Pedro Alcalá Guirado wegens 5 gele kaarten.  Deze thuiswedstrijd tegen staartploeg Racing Santander, ging pijnlijk met 0-3 verloren en de daaropvolgende bekerwedstrijd tegen AD Alcorcón werd de speler zelfs niet meer opgeroepen. Om deze reden werd het contract, dat nog tot het einde van het seizoen liep, op 22 december 2022 in onderling akkoord ontbonden.  Op 5 januari 2023 werd zijn vrijgekomen plaats ingenomen door Miguelón, die tot het einde van het seizoen geleend werd van RCD Espanyol.
Op 24 december 2022 tekende hij reeds bij reeksgenoot Málaga CF, een zeer ambitieuze ploeg die na de heenronde op een voorlaatste plaats terecht was gekomen op twee punten van de redding.  Hij tekende er een contract van anderhalf jaar met een optie van een bijkomend jaar.  Bij deze ploeg kwam hij twee medespelers van vorig jaar tegen, Rubén Castro Martín en  Alejandro Gallar Falguera.  De ploeg kon zich echter niet handhaven, waarna zijn contract in onderling overleg opgezegd werd.
Het daaropvolgende seizoen 2023-2024 kwam hij bij nieuwkomer Racing de Ferrol terecht.  De ploeg eindigde op een mooie tiende plaats en op het einde van het seizoen werd zijn contract verlengd voor het seizoen 2024-2025.  Dit verliep moeilijker zowel voor team als voor speler en zo werd de samenwerking in januari 2025 stopgezet.
Hij keerde onmiddellijk terug naar reeksgenoot FC Cartagena, dat ook voor het behoud aan het vechten was.  Hij tekende er tot het einde van het seizoen. Zijn terugkeer kon de ploeg echter niet helpen.  Ook Racing de Ferrol zou zijn plaats in het professionele voetbal verliezen.